# Diopatra monroviensis
Diopatra monroviensis är en ringmaskart som beskrevs av Augener 1918. Diopatra monroviensis ingår i släktet Diopatra och familjen Onuphidae. Inga underarter finns listade i Catalogue of Life.